# Militärgefängnisse und Internierungslager in Eritrea
Laut Bericht des Europäischen Unterstützungsbüros für Asylfragen (EASO) der Europäischen Union vom Mai 2015, werden Menschen in Eritrea neben allgemeinen strafrechtlichen Gründen auch aus politischen und religiösen Gründen sowie wegen militärischer Vergehen inkl. Desertion und Wehrdienstverweigerung oder versuchter illegaler Ausreise verhaftet. Nach Einschätzungen der Menschenrechtsorganisation Amnesty International aus 2013, sind in Eritrea zwischen 5.000 und 10.000 politische Gefangene ohne rechtsstaatliches Verfahren unter teils prekären Bedingungen inhaftiert. Nach Angaben des Assistant Secretary of State for Democracy, Human Rights, and Labor des Außenministeriums der Vereinigten Staaten seien zwischen 1200 und 3000 Personen wegen ihres Glaubens inhaftiert. Aus 37 zum Teil geheimen, teils offiziellen Militärhaftlagern wird über Probleme berichtet.
Die Haftbedingungen in den mindestens 37 teils geheimen, teils offiziellen Internierungslagern und Militärgefängnissen sind prekär. Es kommt zu Folter, sexuellem Missbrauch und Gewalt. Es wird von Todesfällen berichtet.
Laut einem Entschließungsantrag des europäischen Parlaments vom 2. März 2016 besteht von Seiten internationaler Organisationen kein Zugang zu den über 200 Haftanstalten in Eritrea, mit Ausnahme einer oberirdischen Haftanstalt in Asmara. Zudem würden dort Gefangene, darunter auch Frauen und Kinder, Berichten zufolge gefoltert, lange Zeit unter äußerst inhumanen Bedingungen in Isolierhaft und in dunklen, unterirdischen Räumen oder in Schiffscontainern gehalten werden.

## Liste der Militärgefängnisse und Internierungslager in Eritrea
- Aderser (Sawa)
- Adi Abeito 1
- Adi Abeito 2
- Adi Keih
- Agip
- Alla
- Assab
- Adi Nefas
- Adi Qala
- Baharia
- Barentu
- Dahlak Kebir
- Dubarwa
- Eiraeiro
- Quinta stazione di polizia 1
- Quinta stazione di polizia 2
- Ghelalo
- Gheden
- Gahtielay
- Haddis Ma'askar
- Halhale
- Kambo Ndafurstale
- Prigione Karsheli
- Klima
- Mai Edaga
- May Dima
- Mai Serwa
- Mai Temenei
- Metkelabet
- Me’eter
- Sawa
- Sembel
- Tehadasso
- Teseney
- Tract B
- Tsererat
- Wi'a[2][3]